# Aldo Manúcio
Aldo Pio Manúcio (em latim: Aldus Manutius; em italiano: Aldo Pio Manuzio; c. Bassiano, 1449/1452 – Veneza, 6 de fevereiro de 1515) foi um impressor e humanista italiano, fundador da famosa Aldine Press. 
Manúcio dedicou a parte final de sua vida à publicação e disseminação de textos raros. Seu interesse e empenho na preservação de manuscritos gregos destacaram-no como um editor inovador de sua época, comprometido com a qualidade das edições que produzia. Manúcio introduziu o formato de livro pequeno e portátil, conhecido como enchiridia, que revolucionou a leitura pessoal e se tornou o precursor do livro de bolso moderno. Ele também contribuiu para a padronização do uso da pontuação, incluindo a vírgula e o ponto e vírgula.
Manúcio tinha como objetivo produzir textos gregos para seus leitores porque acreditava que obras de autores como Aristóteles ou Aristófanes, em sua forma original em grego, eram mais puras e fiéis, sem as interferências de traduções. Antes dele, era raro que editoras imprimissem volumes em grego, principalmente pela dificuldade de criar e padronizar tipos nessa língua. Manúcio publicou manuscritos raros em suas formas originais, tanto em grego quanto em latim. Ele encomendou a criação de tipos que imitavam a caligrafia humanista de sua época, sendo os primeiros antecedentes conhecidos do tipo itálico. À medida que a Aldine Press crescia em popularidade, as inovações de Manúcio começaram a ser copiadas por outras editoras na Itália, apesar de seus esforços para evitar a pirataria de suas edições.
A reputação da Aldine Press por publicações meticulosas e precisas atraiu figuras como o filósofo holandês Erasmo de Roterdã, que procurou Manúcio para publicar sua tradução de Ifigênia em Áulis.
Na juventude, Manúcio estudou em Roma para se tornar um acadêmico humanista. Era amigo de Giovanni Pico della Mirandola e tutorou os sobrinhos de Pico, Alberto e Leonello Pio, senhores de Carpi. Durante esse período, Manúcio publicou duas obras para seus pupilos e a mãe deles. Já por volta dos 30 ou 40 anos, Manúcio se estabeleceu em Veneza para se dedicar à impressão. Lá, conheceu Andrea Torresano, com quem cofundou a Aldine Press.
Aldo Manúcio também é conhecido como “Aldo Manúcio, o Velho” para diferenciá-lo de seu neto, Aldo Manúcio, o Jovem.

## Biografia
Aldo Manúcio nasceu próximo a Roma, na cidade de Bassiano, entre 1449 e 1452. Cresceu em uma família abastada durante a Renascença italiana e, ainda jovem, foi enviado a Roma para se tornar um acadêmico humanista. Em Roma, estudou latim com Gaspare da Verona e assistiu a palestras de Domizio Calderini no início da década de 1470. Entre 1475 e 1478, Manúcio estudou grego em Ferrara, tendo Battista Guarino como professor.
Grande parte da juventude de Manúcio é pouco conhecida. De acordo com John Addington Symonds, em seu artigo na Encyclopædia Britannica Eleventh Edition, Manúcio recebeu a cidadania da cidade de Carpi em 8 de março de 1480, onde possuía propriedades. Em 1482, viajou para Mirandola com seu amigo de longa data e colega de estudos, Giovanni Pico della Mirandola, onde permaneceu por dois anos estudando literatura grega. Pico recomendou Manúcio como tutor para seus sobrinhos, Alberto e Leonello Pio, príncipes de Carpi.
Em Carpi, Manúcio criou um forte vínculo com seu aluno Alberto Pio. No final da década de 1480, ele publicou duas obras dedicadas a seus pupilos e à mãe deles, Caterina Pico. Ambas as obras foram publicadas em Veneza por Baptista de Tortis: Musarum Panagyris, com sua Epistola Catherinae Piae (entre março/maio de 1487 e março de 1491), e Paraenesis (1490).
As famílias de Giovanni Pico e Alberto Pio financiaram os custos iniciais para o estabelecimento da gráfica de Manúcio e concederam a ele terras em Carpi. Manúcio decidiu que Veneza seria o local ideal para seu trabalho e mudou-se para lá em 1490. Em Veneza, começou a firmar contratos de publicação e conheceu Andrea Torresano, que também atuava no ramo editorial. Torresano e Manúcio se tornaram parceiros comerciais para toda a vida. Seu primeiro contrato juntos foi a impressão da primeira edição do livro de gramática latina de Manúcio, Institutiones grammaticae, publicada em 9 de março de 1493.

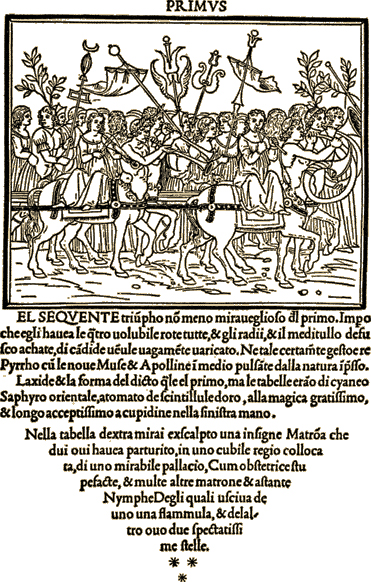
Página da Hypnerotomachia Poliphili Francesco Colonna, projetada e impressa por Aldo Manúcio.